# Herr Prochartschin
Herr Prochartschin (russisch Господин Прохарчин) ist eine Erzählung von Fjodor Michailowitsch Dostojewski, die sich an die Erfolge von Arme Leute und Der Doppelgänger anschließt. Sie ist Teil des Frühwerks Dostojewskis und erschien im Jahr 1846.
Hauptfigur der Erzählung ist der im Titel genannte Herr Prochartschin, der sich besonders durch seine Sparsamkeit auszeichnet. Gegen Ende des Werkes scheidet Herr Prochartschin aus dem Leben, und sein tatsächlicher Reichtum wird offengelegt.

## Handlung
Die Titelfigur, Herr Prochartschin, wohnt in der Pension der Ustínja Fjódorowna. Er tritt bescheiden und bodenständig auf. Hervorstechendste Charaktereigenschaft des Titelhelden ist seine Sparsamkeit; Dostojewski beschreibt, wie er beim Mittagessen in der Pension den Teller nur halb isst, um nur den halben Betrag zu zahlen. Seine Mitbewohner in der Pension vermuten bei ihm – vor allem in seinem Koffer – ungeahnte Reichtümer. Eines Abends bleibt Herr Prochartschin vermisst; er kehrt nicht in die Pension zurück. Tagelang bleibt er – trotz intensiver Suche – unauffindbar. Als er einige Tage später zurückkehrt, trägt ihn ein Droschkenfahrer. Herr Prochartschin ist bewusstlos. Die kommenden Tage verbringt er im Bett, bis er (scheinbar grundlos) stirbt. Als der Polizeikommissar zugegen ist, tut er den Tod als irrelevant ab. Stattdessen lässt er den besagten Koffer öffnen; in diesem befinden sich jedoch nur allerlei persönliche Sachen. In der Matratze des Toten werden jedoch überraschend beinahe 2500 Rubel entdeckt. So scheint dem Leser das ganze Werk des Herrn Prochartschin sowie sein Leben vollkommen verwirkt.

### Ausgabe
Fjodor M. Dostojewski: Der Doppelgänger. Frühe Romane und Erzählungen, München: Piper (2004). ISBN 978-3492242646